# Samuel Doria Medina
Samuel Jorge Doria Medina Auza (La Paz, 4 de diciembre de 1958) es un empresario y político boliviano.
Ministro bajo el mandato de Jaime Paz Zamora, es reconocido como uno de los grandes artífices del proceso de privatización de la década de 1990. Fue candidato a vicepresidente en 1997 por el Movimiento de Izquierda Revolucionaria (MIR). En 2005, postuló por el Unidad Nacional (UN), el partido que creó en 2003. En 2009, fue postulante por la alianza Consenso por la Unidad Nacional (UN-CP), y en 2014 por la alianza Unidad Demócrata de (UD) con el Movimiento Demócrata Social. En 2020, fue candidato a la vicepresidencia junto a Jeanine Áñez por la alianza Juntos. Fue candidato a la presidencia de Bolivia por la alianza Unidad en las elecciones de 2025.   
Comenzó sus estudios en el año 1977 en la carrera de Economía y Administración de Empresas en la Universidad Católica Boliviana (UCB). En 1980 la dictadura cerró la UCB y se trasladó a Estados Unidos donde se graduó como Licenciado en Economía en Arizona State University. Después se tituló como Máster en Economía, con Especialidad en Finanzas Públicas en el London School of Economics de Inglaterra.
En 1987, obtuvo el 51,35% de acciones de la Sociedad Boliviana de Cemento (SOBOCE), presidiéndola hasta el año 2005, y convirtiéndola en la mayor industria cementera del país; el año 2014, vendió su participación accionaria al Grupo Gloria por 300 millones de dólares. Posteriormente presidió la Compañía Bolivian Foods S.A., bajo cuya administración obtuvo los derechos de explotación de la franquicia de comida rápida Burger King para Bolivia, y la representación de Subway.
Fue director de Política Monetaria Bancaria y Crediticia en el Ministerio de Finanzas a finales de los 80 y principios de los 90, y fue Ministro de Planeamiento y Coordinación y Jefe del Gabinete Económico (1991-1993).
Actualmente, es propietario del edificio Green Tower, ubicado en la ciudad de La Paz, y como el el edificio más alto de Bolivia, y vicepresidente del holding inmobiliario y hotelero Comversa S.A., con el cual obtuvo el 80% de acciones del Hotel Los Tajibos, integrándolo el año 2022, a la cadena hotelera Marriott International.
Según revistas como Bolivian Business, Doria Medina es catalogado como «el segundo empresario más influyente en territorio boliviano», después de Marcelo Claure, además de ser, según la revista Bloomberg, uno de los 500 empresarios más notables de América Latina y el Caribe. También se ha consolidado como miembro de instituciones internacionales como el Consejo Empresarial Alianza por Iberoamérica (CEAPI), la Asociación de Industriales Latinoamericanos (AILA), y como vicepresidente del Comité de la Internacional Socialista para América Latina y el Caribe (CISALC)., además de asociaciones nacionales como la Cámara de Exportadores de Bolivia y la Cámara Nacional de Comercio.

## Primeros años

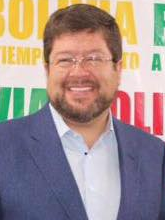
Samuel Doria Medina, en su campaña electoral de 2014

Samuel Doria Medina nació el 4 de diciembre de 1958 en la ciudad de La Paz. Pero debido al trabajo de su padre, Samuel creció su niñez en la ciudad de Oruro donde comenzó sus estudios escolares en 1964 y terminó en 1976 en el Colegio Alemán de esa ciudad. Posteriormente estudió la carrera de Economía y Administración de Empresas en la Universidad Católica Boliviana y se graduó como Licenciado en Economía en la Arizona State University, de Estados Unidos. Obtuvo el título en Economía, con Especialidad en Finanzas Públicas de la London School of Economics de Inglaterra.[cita requerida]

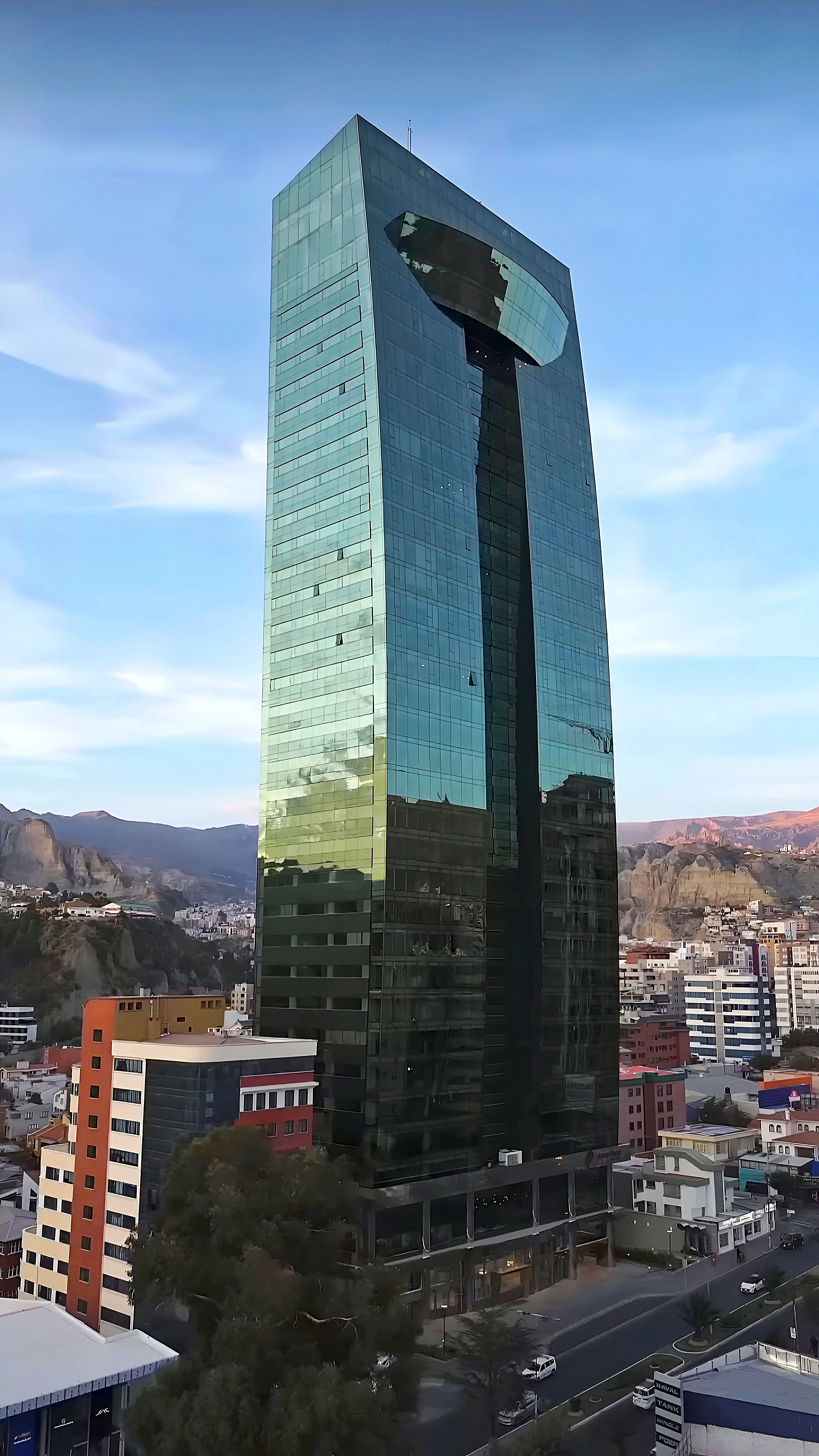
El empresario boliviano Samuel Doria Medina decidió construir e inaugurar en 2022 su más grande obra denominada edificio Green Tower en la ciudad de La Paz (sede de gobierno del país), siendo actualmente el dueño propietario de dicha gran infraestructura posicionada como el rascacielos más alto de toda Bolivia y también uno de los más altos de Sudamérica con 180 metros de altitud y valuado aproximadamente en unos 50 millones de dólares.

En el ámbito público, se desempeñó como Analista de la Unidad de Análisis de Políticas Económicas (UDAPE) y fue Director de Política Monetaria Bancaria y Crediticia del Ministerio de Finanzas. En 1992, asumió el cargo de Ministro de Planeamiento y Coordinación. Samuel Doria Medina desempeñó un papel relevante en los gobiernos privatizadores de los años noventa y fue parte de la red de políticos y empresarios beneficiados por el desfalco estatal. 

## Carrera política y empresarial
Doria Medina inició su carrera política en la vida universitaria. Militó desde joven en las filas del Movimiento de la Izquierda Revolucionaria (MIR), partido con el cual ejercería posteriormente altas responsabilidades de gobierno.[cita requerida]
Fue ministro de Planeamiento y Jefe del Gabinete Económico (1991-1993).
Fue secuestrado por el grupo terrorista peruano Movimiento Revolucionario Túpac Amaru (MRTA), el 1 de noviembre de 1995. Pasó 45 días en cautiverio, antes de ser liberado.

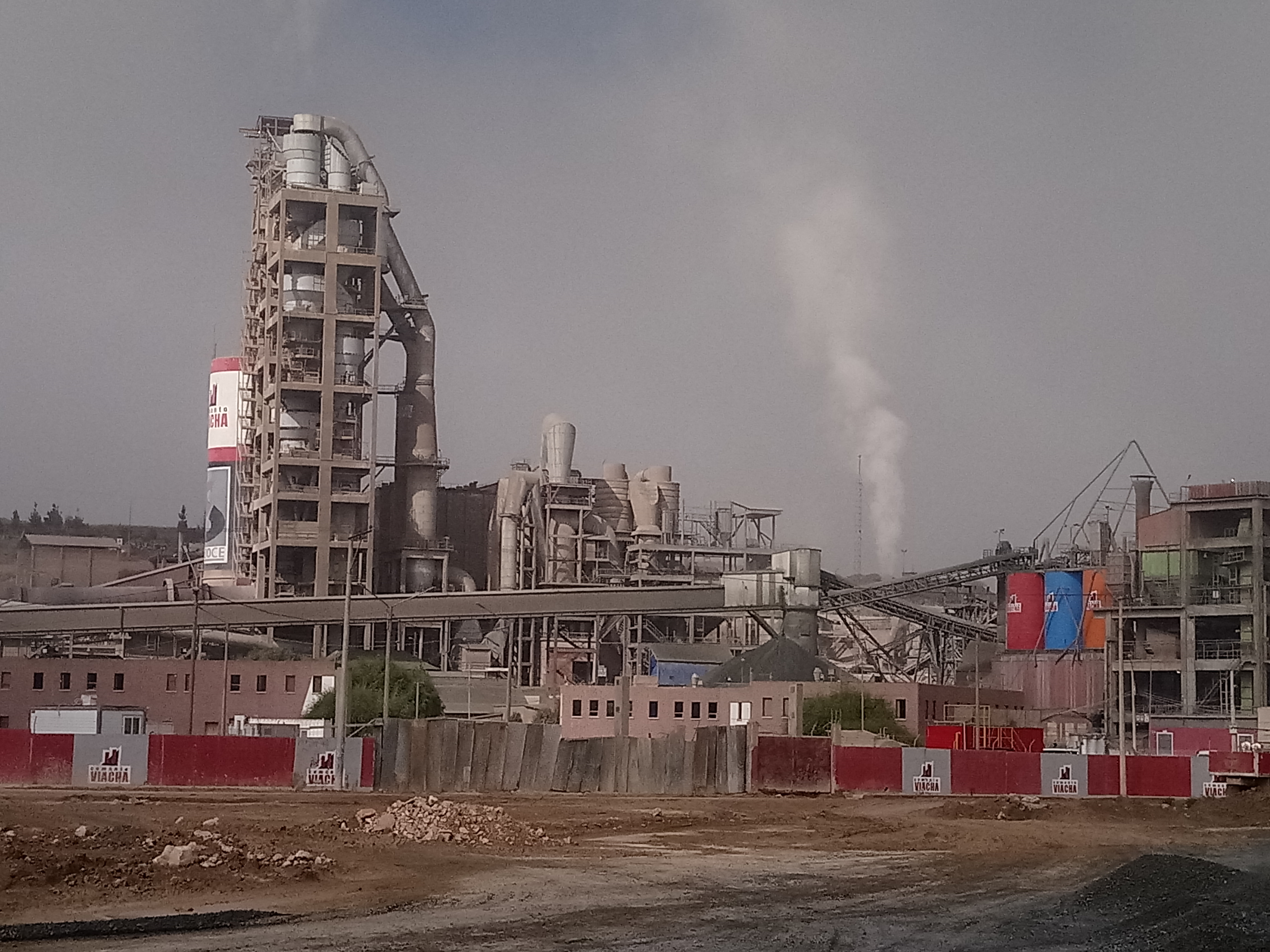
En 2014, el empresario Samuel Doria Medina decidió vender sus acciones que poseía en la Fábrica de Cemento SOBOCE (una de las más grandes industrias cementeras en Bolivia), a un precio valuado en alrededor de 300 millones de dólares en la Bolsa Boliviana de Valores (BBV).

En 2003 encabezó la fundación de un nuevo partido político, Unidad Nacional (UN).

Desde el año 1998 el empresario boliviano Samuel Doria Medina también es dueño de la cadena de restaurantes de hamburguesas y comida rápida Burger King en Bolivia

En 1998 adquirió para Bolivia la franquicia de Burger King Corporation; en 2010 obtuvo la representación de la cadena de comida rápida Subway; en 2011 desarrolló una franquicia local de comida, “La Quinta”, con sabor boliviano, con el 100% de ingredientes nacionales. También es un empresario del rubro hotelero.

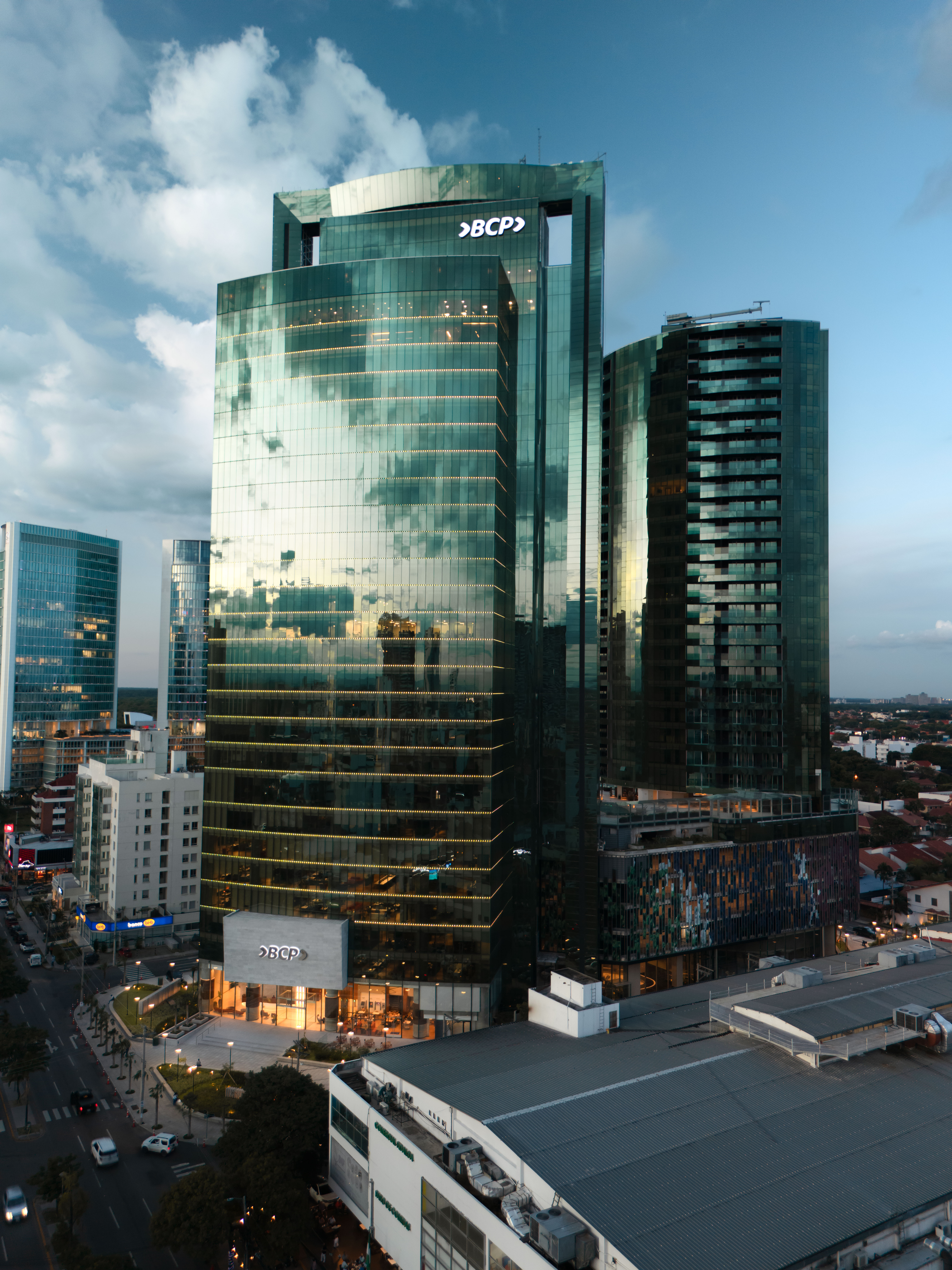
El empresario boliviano Samuel Doria Medina también construyó e inauguró en 2024 otro edificio Green Tower ubicado en la ciudad oriental de Santa Cruz de la Sierra en Bolivia. Asimismo desde el año 2016, Doria Medina también es dueño del Hotel de 5 estrellas Los Tajibos luego de haberlo adquirido por un monto aproximado de alrededor de 39 millones de dólares.

El 16 de diciembre de 2014 vendió su participación en Soboce al Grupo Gloria en unos US$ 300 millones, en una de las mayores operaciones bursátiles de la historia del país, y anunció que se dedicaría por completo a la política. Esta decisión la tomó después de ser derrotado en las elecciones de 2014 donde postuló con Unidad Demócrata, una coalición entre su partido Unidad Nacional (UN) y el Movimiento Demócrata Social (Demócratas), convirtiéndose en el principal frente de oposición al tercer gobierno de Evo Morales (2015-2019) tras las elecciones de 2014.
En marzo de 2017 logró afiliarse a Internacional Socialista (IS), haciendo miembro a Unidad Nacional.
En 2018, como miembro de alianza UD, respaldó la candidatura presidencial de Óscar Ortiz –senador por UD– por la alianza Bolivia Dice No (BDN) para las elecciones generales de 2019. Pero a tan sólo 23 días de las elecciones, Doria Medina retiró el apoyo de UN a Ortiz, y decidió apoyar al binomio de Comunidad Ciudadana, Carlos Mesa y Gustavo Pedraza.
El 10 de noviembre de 2022, Unidad Nacional, mediante la presidenta del partido Elizabeth Reyes, envío un comunicado al secretario general del PSOE y presidente del gobierno de España, Pedro Sánchez, proponiendo a Doria Medina como candidato a la vicepresidencia de la Internacional Socialista por su vasta experiencia política. Ya se había informado esta misma petición al secretario general de la IS, Luis Ayala, y a los responsables de las relaciones internacionales del PSOE. Paradójicamente, Doria Medina afirma estar ideológicamente más cerca del Partido Popular que del PSOE.
Si bien no logró tener cargo en el presidium como vicepresidente de la Internacional Socialista, el 26 de marzo de 2023 el Comité de la Internacional Socialista para América Latina y el Caribe «CISALC», reunido en República Dominicana y bajo la presidencia de Miguel Vargas, propuso candidatos a la vicepresidencia del Comité. El CISALC eligió a cinco vicepresidentes, entre ellos a Doria Medina. El 7 de abril de 2023 Vargas comunicó a Doria Medina que fue electo «vicepresidente del Comité de la Internacional Socialista para América Latina y el Caribe», para el periodo 2023-2027.
Dentro del espectro político afirma ser socialdemócrata, capitalista y rechazar el socialismo. Se autodenomina de centro o de extremo centro.
El 18 de diciembre de 2024, Carlos Mesa anunció la conformación de una alianza opositora denominada «Bloque de Unidad», para presentar un frente unido para las elecciones generales de 2025. Estaba conformada por el partido de Doria Medina, UN, la alianza Libre de Jorge Quiroga (respaldada por el FRI, adheriéndose luego Demócratas) y la agrupación ciudadana Creemos de Luis Fernando Camacho; luego Vicente Cuellar de Cambio25, Juan del Granado del MSM, Amparo Ballivián de Al-Bus, Carlos Börth, entre otros líderes de organizaciones políticas se unirían a este bloque. Posteriormente se generó controversias dentro del bloque, lo que hizo que Mesa abandonara el bloque, ocurriendo lo mismo con Jorge Quiroga, quien abandonó junto a las organizaciones que le apoyaban. Por su parte Doria Medina inscribió el bloque como alianza política bajo el nombre de Unidad. Con el lema de «¡100 días carajo!», afirma que puede sacar al país de la crisis económica en tres meses con una política inspirada en la del presidente argentino Javier Milei. Destaca en cierto modo la política de déficit cero de Milei.  También ha afirmado que buscará un acercamiento con los Estados Unidos de Donald Trump. Consideró posible, si llegase a la presidencia, mantener buena relación con Javier Milei

## Vida personal
El 21 de enero de 2005 sobrevivió a un accidente aéreo cuando el avión Cessna Grand Caravan, operado por la aerolínea Amaszonas, que lo transportaba a él y otras personas, se precipitó en el cerro Huaricollo del departamento de Oruro.
En el año 2012, la Asociación de Industriales Latinoamericanos (AILA) le otorgó el Premio José María Roca como Mejor Industrial Latinoamericano.

## Historia electoral
|  | 16.77 % |

|  | 7.79 % |

|  | 5.65 % |

|  | 24.23 % |

### Asamblea constituyente
| Elecciones | Cargo       | Partido | Votos | Votos | Resultado | Ref.   |
| Elecciones | Cargo       | Partido | Total | %     | Resultado | Ref.   |
| ---------- | ----------- | ------- | ----- | ----- | --------- | ------ |
| 2006       | Asambleísta | UN      |       |       | Sí electo | [ 31 ] |